# Generator azotu

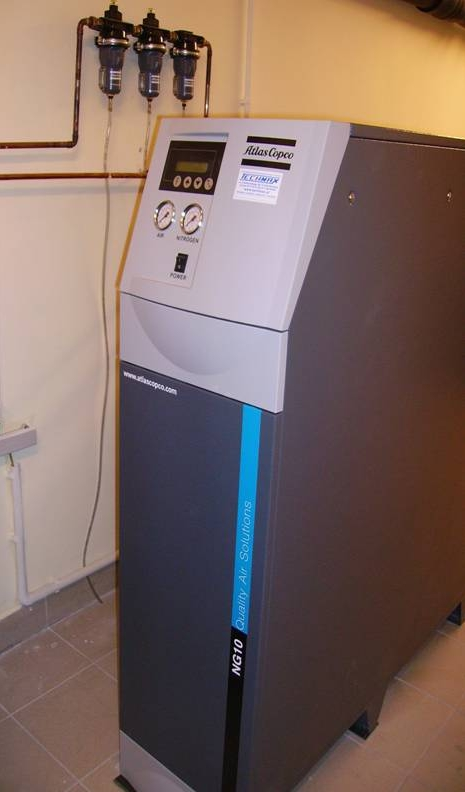
Generator azotu w technologii adsorpcji zmiennociśnieniowej

Generator azotu – stacjonarne lub mobilne urządzenie do wytwarzania azotu ze sprężonego powietrza. Generatory azotu stanowią alternatywę dla azotu dostarczanego w butlach ciśnieniowych, cysternach lub rurociągiem.
W generatorach azotu wykorzystuje się najczęściej trzy technologie:
- Technologia adsorpcji zmiennociśnieniowej – pozwala produkować azot za pomocą przepływu sprężonego powietrza przez kolumnę zawierającą substancję adsorbującą. Generator posiada dwie kolumny o zamiennych funkcjach – adsorpcja/regeneracja. Sprężone powietrze przepływa przez kolumnę wypełnioną węglowym sitem molekularnym - mniejsze molekuły tlenu są adsorbowane przez sito, natomiast większe molekuły azotu przepływają do wylotu urządzenia.

Sito węglowe adsorbuje tlen do momentu swojego nasycenia, kiedy wymaga zregenerowania. Następuje przełączenie zaworów i strumień sprężonego powietrza trafia do drugiej kolumny, w której rozpoczyna się proces adsorpcji. Nasycone sito molekularne w pierwszej kolumnie zostaje zregenerowane za pomocą obniżenia w nim ciśnienia do wartości ciśnienia atmosferycznego, co powoduje usunięcie zaadsorbowanego tlenu i zanieczyszczeń do otoczenia. Dzięki temu, że generator ma dwie kolumny ze złożem, możliwa jest praca ciągła. Wytwarzany azot posiada czystość od 95 do 99,9999%.
- Technologia membranowa – w technologii tej powietrze atmosferyczne jest sprężane, dokładnie filtrowane, a następnie przepuszczone przez jeden lub szereg modułów separacyjnych, składających się z tysięcy włókien membranowych. W określonej temperaturze na włóknach następuje proces rozdziału składników powietrza na azot i gaz odpadowy. Rozdział następuje zgodnie z zasadą selektywnej przepuszczalności gazów przez ścianki membrany. Mniejsze cząsteczki gazów (woda, dwutlenek węgla, tlen i argon), które charakteryzują się wysoką przenikalnością, przechodzą szybciej przez włókna membranowe aniżeli większe słabiej przenikające gazy takie jak azot. Czystość azotu uzyskiwanego tą metodą wynosi od 95 do 99,5%[3][4].

- Technologia kriogeniczna – produkcja azotu odbywa się na zasadzie skraplania powietrza w niskich temperaturach (ok. −200 °C). W procesie tym sprężone, przefiltrowane i odolejone powietrze przechodzi przez sita molekularne, gdzie następuje eliminacja wody, CO2 oraz większości węglowodorów. Następnie powietrze przechodzi przez wymiennik ciepła (gdzie przeciwprądowo przepuszczany jest produkt końcowy), w którym zachodzi wzajemna wymiana ciepła (ciepłe powietrze oddaje energię, którą przejmuje gaz wyprodukowany). Ochłodzone wstępnie powietrze jest następnie schładzane np. przez rozprężenie i podawane do systemu kolumn destylacyjnych, gdzie następuje dalsze oziębienie (np. przez podanie śladowych ilości ciekłego azotu), aż do częściowego skroplenia. Ponieważ temperatura skroplenia azotu jest niższa niż temperatura skroplenia tlenu i większości innych gazów znajdujących się w powietrzu, pozostający gaz to praktycznie czysty azot. Zawiera on tylko około 1 ppm zanieczyszczeń. Wyprodukowany azot pobiera się z górnej części kolumny[3].